# Епинг (Северна Дакота)
Епинг (енгл. Epping) град је у америчкој савезној држави Северна Дакота.

## Демографија
По попису из 2010. године број становника је 100, што је 21 (26,6%) становника више него 2000. године.
| Група             | 2000.      | 2010.      |
| Белци             | 75 (94,9%) | 81 (81,0%) |
| Афроамериканци    | 0 (0,0%)   | 0 (0,0%)   |
| Азијати           | 0 (0,0%)   | 5 (5,0%)   |
| Хиспаноамериканци | 0 (0,0%)   | 0 (0,0%)   |
| Укупно            | 79         | 100        |